# Золотолин
Золото́лин — село в Україні, у складі Костопільської міської громади у Рівненському районі Рівненської області. Населення становить 885 осіб. Раніше було центром Золотолинської сільської ради. Герб села є промовистим.

## Історія

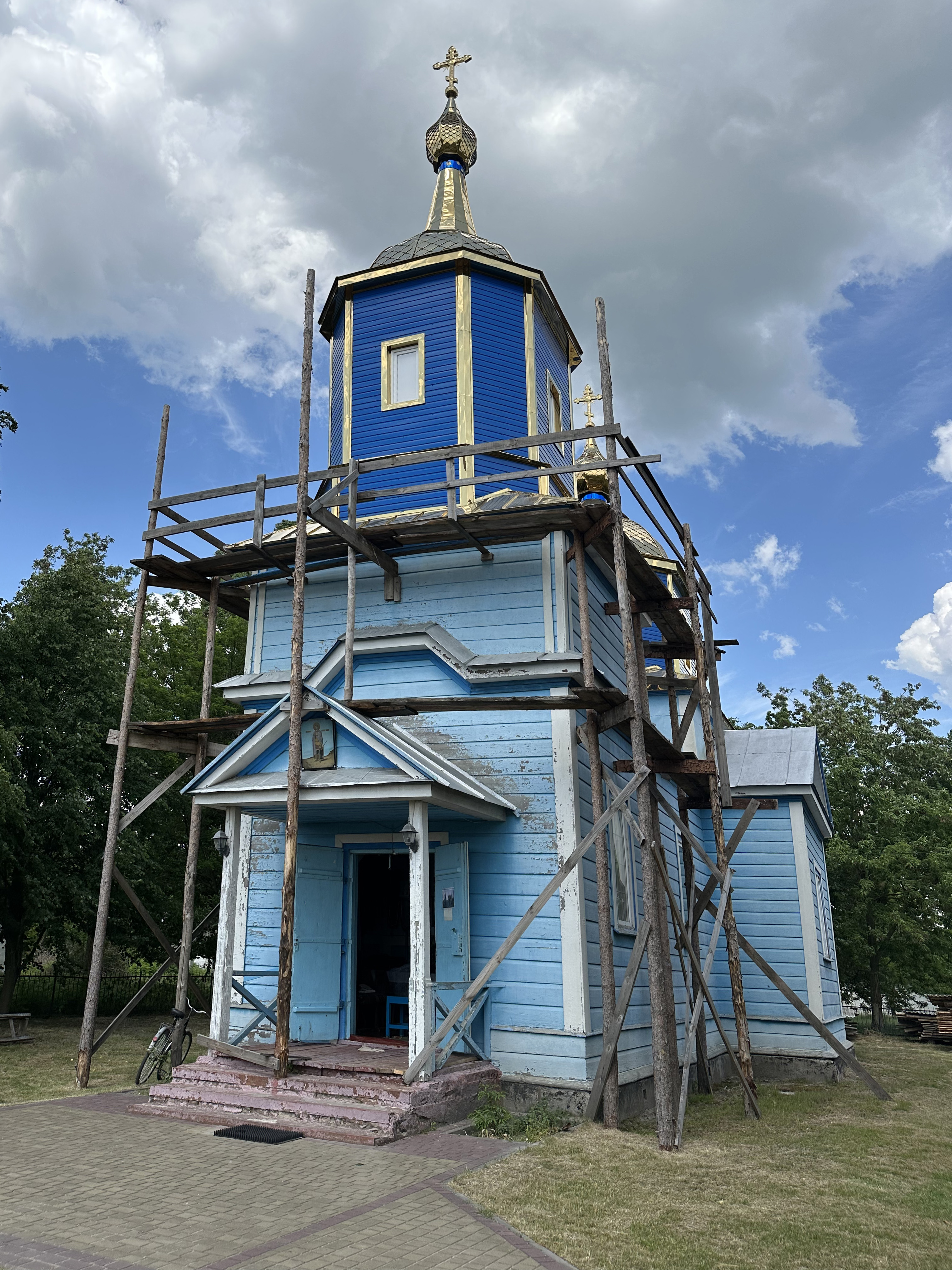
Св. Дмитрівська церква с. Золотолин Рівненської області

У 1906 році село Стидиниської волості Рівненського повіту Волинської губернії. Відстань від повітового міста 60 верст, від волості 10. Дворів 112, мешканців 779.

## Пам'ятки
- Золотолинська Дача — заповідне лісове урочище

## Відомі люди
З села походить шляхетський рід Злотолінських.
У селі народилися:
- Ковальчук Іван Платонович — український вчений у сфері географії, геоекології, геоморфології, картографії та землевпорядкування.
- Ткачук Микола Платонович — український літературознавець.